# 桑維翰
桑維翰（898年—946年），字國僑，河南洛陽人，五代後晉時大臣，官至宰相。桑維翰面貌醜怪，身材短小而面長。

## 生平
桑維翰考進士時，主考官因為「桑」、「喪」同音，所以厭惡其姓。有人勸他不要考進士，可以通過其他途徑當官，桑維翰不同意，甚至還寫了《日出扶桑賦》以明志。最終桑維翰考上了進士。后来在河阳节度使石敬瑭身邊任職。
石敬瑭想當皇帝，他還特地問了問下屬，大家都恐懼不敢說，只有桑維翰與劉知遠贊成，石敬瑭還叫桑維翰寫信向契丹求援。耶律德光已許諾，而卢龙节度使趙德鈞也賄賂耶律德光，希望契丹能幫助自己對抗後唐。石敬瑭又派桑維翰去會見耶律德光，最終耶律德光於是下定決心幫助石敬瑭對抗後唐。石敬瑭當皇帝後，任命桑維翰為翰林學士、禮部侍郎、知樞密院事，遷中書侍郎、同中書門下平章事，兼樞密使。天福四年，出為相州節度使。一年多後又鎮守泰寧。之後又改鎮守晉昌。
晉出帝即位，桑維翰出任侍中。而景延廣反對後晉於契丹要和好，於是晉出帝與契丹絕盟。桑維翰反對後晉與契丹斷盟，不過他又偷偷派人告訴晉出帝：「制契丹而安天下，非用維翰不可。」於是朝廷任命桑維翰擔任中書令，復為樞密使，封魏國公，事晴無論大小，全部委託給他。
由於桑維翰權力大，很多官員都給桑維翰塞錢。內客省使李彥韜、端明殿學士馮玉在晉出帝面前說了桑維翰壞話。晉出帝想罷免桑維翰，大臣劉昫、李崧皆認為不可，皇帝依然任命馮玉為樞密使。桑維翰遣人秘密告知太后，請為皇弟重睿置師傅。帝疾愈，知之，怒，乃罷維翰以為開封尹。維翰於是以患有足疾為由，不再朝見。
契丹駐扎在中渡，攻破欒城，杜重威，維翰曰：「事急矣！」乃見馮玉等計事，而謀不合。又求見帝，帝方調鷹於苑中，不接見桑維翰，維翰退而歎曰：「晉快完了！」
耶律德光逼近後晉都城，遣張彥澤遺太后書，問桑維翰與景延廣在否，可使先來。而晉出帝以維翰嘗議毋絕盟而己違之也，不欲使維翰見德光，於是希望張彥澤能把桑維翰幹掉。桑維翰左右勸桑維翰避禍，維翰曰：「吾為大臣，國家至此，怎麼能逃！」安坐府中不動。張彥澤帶兵進入府中，問：「維翰何在？」維翰說：「吾，晉大臣，準備殉國，你不要無禮！」張彥澤膽寒不敢仰視，於是和別人說：「吾不知桑維翰現在如何了，今日見之，猶使人恐懼如此，其可再見乎？」乃以帝命召維翰。維翰行，遇李崧，立馬而語，軍吏前白維翰，請赴侍衛司獄。維翰知道自己難逃一死，對李崧說：「你就看著我獨自赴死？」崧慚不能對。是夜，張彥澤派人絞殺桑維翰，以帛加頸，告訴德光曰：「維翰自縊。」德光曰：「我本無心殺維翰，維翰何必自致。」德光至京師，使人檢其屍，信為縊死，乃以屍賜其家，而貲財悉為彥澤所掠。

## 延伸阅读
[在维基数据编辑]
 在维基文库阅读此作者作品（ 在维基共享资源阅览影像）
 《舊五代史·卷89》，出自薛居正《舊五代史》
 《新五代史/卷29》，出自歐陽修《新五代史》